# Villa Dupouy
Villa Dupouy, nota anche come Villa Jermy o Villa delle Rose, è una residenza suburbana di Livorno, sita nella zona di Montenero Basso. Porta lo stesso nome di una villa più recente, realizzata sul non distante colle di Monterotondo, andata però distrutta durante la seconda guerra mondiale.

## Storia
Secondo la tradizione la villa fu dimora del capo dei villici (tale Guerrino) che si batterono per la difesa di Livorno contro le truppe di Massimiliano I (1496).
Di certo, nel 1683 appartenne a Francis Jermy Sr. ed era costituita da due piani fuori terra, un giardino con cisterna, le scuderie e vari annessi agricoli.
Quasi un secolo dopo, alla morte di Francis Jermy Jr. nel 1781, la villa passò alla comunità inglese di Livorno, come ricordato in una lapide apposta sulla facciata, per essere quindi venduta, nel 1784, a Giovan Nicola Bertolla e, nel 1790, ad Abram Culely, mercante di Costantinopoli.
La villa divenne proprietà di Pietro Dupouy nel 1793 e nell'aprile 1822 vi soggiornò George Gordon Byron per 6 settimane, dopo essere fuggito da Pisa dove risiedeva a Palazzo Lanfranchi per un reato di sangue commesso in nome di un preteso insulto verso un sergente. Con sé ha la sua amante Teresa Gamba Guiccioli e suo fratello. Qui l’artista americano William Edward West fece un ritratto di Byron e della Guiccioli. Il 28 giugno 1822 verso le 5 pomeridiane, nacque una contesa fra Lord Byron ed il conte Gamba, suo amico, in difesa dei domestici accusati di non aver pagato i conti al cameriere della contessa. Nella lite furono impugnate pistole e stiletti. I Gamba furono fatti allontanare dalla Toscana dalle autorità e Byron parimenti lasciò Montenero alla volta della Grecia. L'edificio rimase legato ai Dopouy fino al 1894, quando fu venduto ai fratelli De Paoli, che vi apportarono alcuni restauri. Probabilmente, in questo periodo le murature portanti della residenza furono oggetto di alcune modifiche per garantire maggiore resistenza strutturale al fabbricato.
Nel corso del XX secolo ospitò dapprima i profughi della prima guerra mondiale ed in seguito la sede clandestina del Comitato di Liberazione Nazionale.
Nel 2008 è stata oggetto di una vendita all'asta.

## Descrizione
La villa sorge lungo le pendici di una collina ed è caratterizzata da un vasto edificio padronale ornato, in facciata, da timpani e statue; il fronte è chiuso da due ali laterali molto estese, dove si trovavano gli annessi agricoli della tenuta. L'ingresso è preceduto da una scalinata impreziosita con le statue rappresentanti le quattro stagioni.
L'atrio posto all'interno conserva ancora alcuni affreschi ed è il punto di partenza per due rampe scale che conducono rispettivamente al primo piano e al giardino retrostante. Pregevoli affreschi ornano ancora i soffitti degli appartamenti.